# Переписька сільська рада
Пе́реписька сільська́ ра́да — адміністративно-територіальна одиниця та орган місцевого самоврядування в Городнянському районі Чернігівської області. Адміністративний центр — село Перепис.

## Загальні відомості
Переписька сільська рада утворена у 1919 році.
- Територія ради: 11,31 км²
- Населення ради: 731 особа (станом на 2001 рік)

## Населені пункти
Сільській раді підпорядковані населені пункти:
- с. Перепис
- с. Кусії

## Склад ради
Рада складається з 12 депутатів та голови.
- Голова ради: Третьяк Сергій Васильович
- Секретар ради: Коваль Наталія Анатоліївна

### Керівний склад попередніх скликань
| Прізвище, ім'я, по батькові | Основні відомості                                                                             | Дата обрання | Дата звільнення |
| --------------------------- | --------------------------------------------------------------------------------------------- | ------------ | --------------- |
| Лозбень Віктор Вікторович   | Сільський голова, 1962 року народження, член Партії національно-економічного розвитку України | 26.03.2006   | 31.10.2010      |
| Третьяк Сергій Васильович   | Сільський голова, 1966 року народження, освіта середня загальна, безпартійний                 | 31.10.2010   |                 |

Примітка: таблиця складена за даними сайту Верховної Ради України

### Депутати
За результатами місцевих виборів 2010 року депутатами ради стали:

#### За суб'єктами висування
| Суб'єкт висування | Кількість обраних депутатів | %    |
| ----------------- | --------------------------- | ---- |
| Самовисування     | 6                           | 50   |
| Партія регіонів   | 5                           | 41,7 |
| Народна партія    | 1                           | 8,3  |

#### За округами
| № округу        | Прізвище, ім'я, по батькові     | Дата визнання обраним | Освіта             | Партійна приналежність                        | Відомості про обраного депутата             |
| --------------- | ------------------------------- | --------------------- | ------------------ | --------------------------------------------- | ------------------------------------------- |
| Народна Партія  |                                 |                       |                    |                                               |                                             |
| 10              | Звягін Олександр Федорович      | 03.11.2010            | середня            | позапартійний                                 | Рубізьке лісництво, лісничий                |
| Партія регіонів |                                 |                       |                    |                                               |                                             |
| 2               | Буряк Ольга Василівна           | 03.11.2010            | середня            | позапартійна                                  | Переписька сільська бібліотека, завідувачка |
| 5               | Дарда Ірина Миколаївна          | 03.11.2010            | середня            | член Партії регіонів                          | СТОВ «Родина», бухгалтер                    |
| 7               | Бондаренко Світлана Леонідівна  | 03.11.2010            | середня спеціальна | член Партії регіонів                          | Переписька сільська рада, бухгалтер         |
| 8               | Єрмак Наталія Володимирівна     | 03.11.2010            | середня            | член Партії регіонів                          | СТОВ «Родина», економіст                    |
| 9               | Коваль Наталія Анатоліївна      | 03.11.2010            | вища               | позапартійна                                  | Переписька сільська рада, секретар          |
| Самовисування   |                                 |                       |                    |                                               |                                             |
| 1               | Коваленко Наталія Володимирівна | 03.11.2010            | середня спеціальна | член Всеукраїнського об'єднання «Батьківщина» | Відділення поштового зв'язку, завідувачка   |
| 3               | Шевеленко Олена Михайлівна      | 03.11.2010            | вища               | позапартійна                                  | Переписька загальноосвітня школа, вчитель   |
| 4               | Сухицька Наталія Михайлівна     | 03.11.2010            | вища               | позапартійна                                  | Переписька загальноосвітня школа, вчитель   |
| 6               | Гробок Тетяна Анатоліївна       | 03.11.2010            | вища               | позапартійна                                  | Переписька загальноосвітня школа, вчитель   |
| 11              | Кривошеєв Олександр Євгенович   | 03.11.2010            | середня            | позапартійний                                 | тимчасово не працює                         |
| 12              | Новик Сергій Федорович          | 03.11.2010            | середня            | позапартійний                                 | Рубізьке лісництво, лісничий                |